# Andreas Meyer (Leichtathlet)
Andreas Meyer (* 18. März 1994 in Wien) ist ein österreichischer Leichtathlet, der sich auf den Sprint spezialisiert hat.

## Sportliche Laufbahn
Erste internationale Erfahrungen sammelte Andreas Meyer bei den Jugendweltmeisterschaften 2011 nahe Lille, bei denen er mit 5616 Punkten den zwölften Platz im Achtkampf belegte. Anschließend gelangte er beim Europäischen Olympischen Jugendfestival (EYOF) in Trabzon in 54,74 s den siebten Platz im 400-Meter-Hürdenlauf. Zudem vertrat er Österreich 2014 und 2019 bei der Team-Europameisterschaft. 2022 startete er im 60-Meter-Lauf bei den Balkan-Hallenmeisterschaften in Istanbul und schied dort mit 6,98 s in der Vorrunde aus.
In den Jahren 2013 und 2022 wurde Meyer österreichischer Hallenmeister im 200-Meter-Lauf sowie 2018 und 2020 in der 4-mal-200-Meter-Staffel.

## Persönliche Bestleistungen
- 100 Meter: 10,56 s (+2,0 m/s), 15. August 2020 in Maria Enzersdorf
  - 60 Meter (Halle): 6,85 s, 30. Jänner 2021 in Wien
- 200 Meter: 21,92 s, (+1,3 m/s), 29. Juni 2014 in St. Pölten
  - 200 Meter (Halle): 21,94 s, 23. Feber 2013 in Wien